# 나카에 도주

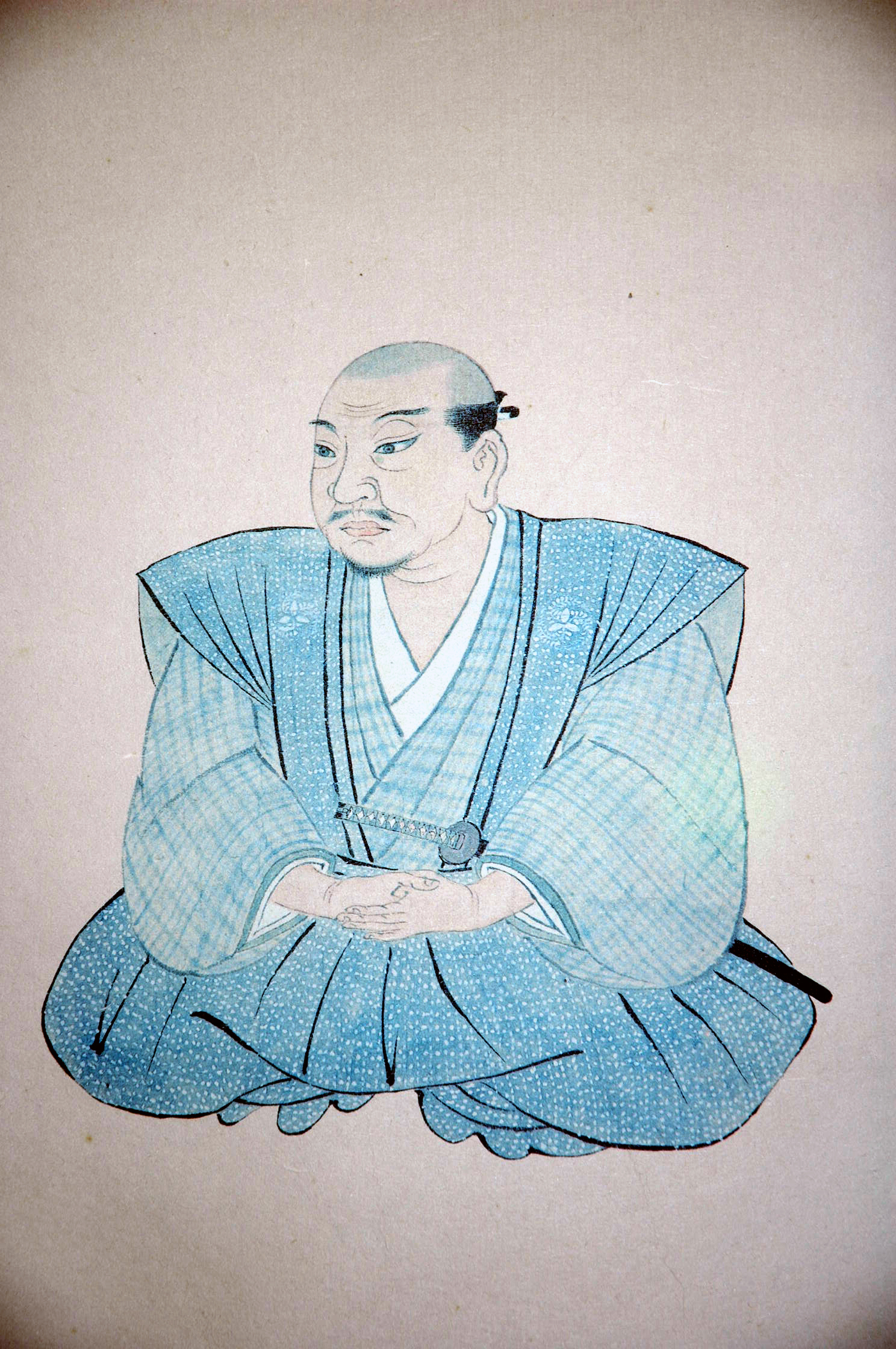
나카에 도주

나카에 도주(中江藤樹, なかえ とうじゅ, 1608년 4월 21일 ~ 1648년 10월 11일)는 일본의 철학자다. 일본 양명학의 시조이다.
평소 등나무(藤樹) 아래에서 강학하였다고 하여, 사람들은 그를 ‘도주 선생’이라 불렀다. 청년 시절에 도주는 하야시 라잔의 문하에서 정주학을 배웠으며, 33세가 되던 해에 우연히 《왕용계어록(王龍溪語錄)》을 읽고 많은 감명을 받았다고 한다. 그러나 그는 용계의 어록에 불교의 말들이 섞여 있고 그 견해가 선학(禪學)에 가깝다고 여겨, 그것에 대해 시종 의심을 품었다고 한다. 그러나 37세 되던 해 《왕양명전집》을 구해 여러 번 읽고 나서 다음과 같이 말하였다. “성인의 일관된 학문은 태허(太虛)를 체(體)로 삼으니, 이단(異端)과 외도(外道)가 모두 내 안에 있다. 내가 어찌 말이 같다고 꺼리겠는가”(〈藤樹先生行狀〉) “치지격물(致知格物)의 학문이 비록 새롭다고 하지만 해가 거듭하여도 참뜻을 밝힐 수 없구나. 하늘이 도와서 밝은 세계로 돌아와 태평함에 이르렀으니, 오늘 아침 내 마음에는 새 봄이 찾아 온 듯하구나.”(〈藤樹先生遺稿〉) 이로부터 도주는 완전히 양명학에 귀의하였다. 그러나 도주는 양명학에 대한 믿음을 갖고 있었음에도 불구하고, 그것에 구애됨 없이 다른 여러 학파의 장점도 받아들였다. 그는 이 토대 위에서 자신의 독특한 사상 체계인 도‘주학’을 건립하였고, 나아가서는 일본 양명학의 이론적 기틀을 마련하였다.
우주론에 있어서 나가에 도주는 완전히 왕수인의 심본체론을 계승하였다. 그는 다음과 같이 말하였다. “심(心)이란 전체적인 총칭이요, 태극의 다른 이름이다. 심은 리(理)와 기(氣)를 합하고 심과 성(性)을 통괄하여 비록 주재한다 하더라도, 기실 천지의 형체 밖에까지 통한다. 그것을 크다고 하면 밖이 없고, 작다고 하면 안이 없으니, 바로 조화의 하늘이요, 그것 역시 나에게 주어져 존재한다.”(〈翁問答〉) 이 말은 ‘마음’은 우주의 본체인 동시에, 천지만물과 모든 리의 근원이라는 것이다. 그러나 도주의 주관적 관념론의 이론 체계가 비록 왕수인의 철학 체계를 계승하고 있더라도, 그 내용과 사유적 구조에 있어서는 일부 다른 점도 있다. 도주 철학 체계의 최고 범주는 ‘명덕(明德)’이다. 명덕은 본래 태허(太虛)와 체를 함께 하는 것이다. 이에 그는 다음과 같이 말하였다. “비록 가슴 한가운데 존재하더라도 빛은 사해(四海)를 밝게 비추고 신명에 통하니, 천하를 평정하고 나라를 다스리며 집안을 가지런히 함에 있어서 통하지 않음이 없다. 따라서 천지만물은 모두 명덕(明德) 가운데 갖추어져 있다.”(《藤樹先生全集》) “대개 명덕이라고 하는 것은 상제(上帝)가 인간 속에 자리한 것이니 순수하고 지극히 선한 것이다.”(《藤樹先生全集》) 즉 명덕은 인간이 본래부터 가진 선천적인 도덕 의식에 지나지 않는다. 이에 도주는 “양지(良知)가 바로 천리요, 명덕이다”라고 말하여 양지와 명덕을 통일시켜 규정하였다. 양지와 명덕을 동일시하는 관점은 도주와 왕수인이 서로 일치한다. 그러나 도주는 ‘효(孝)’를 명덕의 본질로 간주하였고, 효를 인류 사회 최고의 도덕적 법칙과 우주 만물의 시원으로 여겼다.
도주학과 양명학을 비교해 보면, 양명학 가운데는 제가(齊家)·치국(治國)·평천하(平天下)의 적극적인 진취 정신이 충만되어 있다. 그러나 도주의 학문 세계는 이와는 상대적으로 현실 세계의 고민과 번뇌에서 해탈하고, 내면적 세계의 평온과 쾌락을 추구하는 데 좀 더 무게가 실려 있다. 따라서 도주학은 방황과 불안 속에서 갈팡질팡하는 마음을 위해 안식처를 마련하는 ‘위기지학(爲己之學)’으로 전락하였다. 젊어서는 극단적인 배불론자였던 그가 후기에 와서 불교와 타협하고, 심지어 불교를 유학에 끌어들여 절충시키려고 한 것도 이러한 학문적 성향을 연관된다. 도주의 학문은 양명학과 비교해서 이론적 수준이나 사상 체계가 세련되지 않았으며, 거칠고 조잡함이 도처에서 발견된다. 이는 그가 양명학자로 변신하여 자기의 사상과 이론을 펼친 시기가 불과 5년밖에 되지 않고, 학문적 수양과 개인적 소질에 있어서도 한계가 있었기 때문이라고 판단된다.

## 저서
- 대학계몽(大學啓蒙)（1628년）
- 지경도설(持敬圖說)（1638년）
- 원인(原人)（1638년）
- 논어향당계몽익전(論語郷黨啓蒙翼傳)（1639년）
- 옹문답(翁問答)（1640년）
- 효경계몽(孝經啓蒙)（1642년）
- 소의남침(小醫南針)（1643년）
- 신방기술(神方奇術)（1644년）
- 경장(鏡草)（1647년）
- 대학고(大學考)（1647년）
- 대학해(大學解)（1647년）
- 중용해(中庸解)（1647년）
- 중용속해(中庸續解)（1647년